# Creature 3D
Pour plus de détails, voir Fiche technique et Distribution.
Creature 3D est un film d'horreur indien de Bollywood réalisé par Vikram Bhatt, sorti le 12 septembre 2014.
Le film met en vedette Bipasha Basu et Imran Abbas Naqvi ; le long métrage est un succès commercial.

## Synopsis
Alors qu'elle vient d'ouvrir un hôtel en Himachal Pradesh, Ahana, aidée de son amant Kunal, doit affronter un monstre, réincarnation du dieu Brahma.

## Fiche technique
- Titre : Creature 3D
- Réalisation : Vikram Bhatt
- Scénario : Vikram Bhatt, Sukhmani Sadana et Girish Dhamija
- Musique : Raju Rao
- Photographie : Pravin Bhatt
- Montage : Kuldip Mehan
- Production : Bhushan Kumar et Krishan Kumar
- Société de production : T-Series
- Pays :  Inde
- Genre : Action, horreur et science-fiction
- Durée : 134 minutes
- Dates de sortie : 
  -  Inde : 12 septembre 2014

## Distribution
- Bipasha Basu : Ahana Dutt
- Imran Abbas Naqvi : Kunal Anand/Karan Malhotra
- Mukul Dev : Professeur Sadana
- Deepraj Rana : Inspecteur Rana
- Mohan Kapur : Docteur Moga
- Shirish Sharma : Mr Dutt
- Amit Tandon : Arjun
- Aparna Bajpai : Shruti
- Natasha Rana : Psychiatre
- Bikramjeet Kanwarpal : Inspecteur Chaubey[2]
- Vikram Bhatt : voix de Brahmarakshas

## Box-office
- Box-office en Inde : le film engrange une recette de 200 000 000 roupies ce qui en fait un succès commercial[3].